# James A. McDougall
James Alexander McDougall, född 19 november 1817 i Bethlehem, New York, död 3 september 1867 i Albany, New York, var en amerikansk demokratisk politiker. Han representerade delstaten Kalifornien i båda kamrarna av USA:s kongress, först i representanthuset 1853–1855 och sedan i senaten 1861–1867.
McDougall studerade juridik och inledde 1837 sin karriär som advokat i Cook County, Illinois. Han var delstatens justitieminister (Illinois Attorney General) 1842–1846. Han flyttade sedan till San Francisco och var delstatens justitieminister även i Kalifornien (California Attorney General) 1850–1851.
McDougall blev invald i representanthuset i kongressvalet 1852. Han kandiderade inte till omval två år senare. Han efterträdde 1861 William M. Gwin som senator för Kalifornien. Han kandiderade inte till omval efter en mandatperiod i senaten och efterträddes som senator i mars 1867 av Cornelius Cole. McDougall flyttade till Albany och avled där sex månader senare. Han led av alkoholism som hade inverkat på arbetet som senator åtminstone sedan 1862.
McDougalls grav finns på Holy Cross Cemetery i Colma sedan 1942. Den ursprungliga gravplatsen var på Calvary Cemetery i San Francisco.